# 環遊世界明星賽
《環遊世界明星賽》（英語：All Star World Exam）是香港電視廣播有限公司拍攝製作的遊戲節目，全節目共16集，由草蜢擔任主持，以及由Star Ladies（曾敏、甄敏婷、楊斯雅及曾建怡）擔任助手。本節目繼《華麗明星賽》之後，草蜢為第二次擔任主持。
節目贊助商是由幸福醫藥的特強幸福傷風咳素呈獻。
本節目於2012年7月8日至11月4日逢星期日21:00-22:00在翡翠台、高清翡翠台及MyTV播出，及於MyTV提供節目重溫。今輯與上輯的不同之處，是今輯並沒有「朋友代表」。
本節目每集均有五個遊戲，於每個遊戲開始前均會隨機抽出該環節相關的洲份(亞洲、歐洲、非洲、大洋洲、美洲)。

## 遊戲環節

### 環遊世界放假啦
- 出現集數：第1集-第15集
- 嘉賓們每集根據隨機抽出的攝影機順序，再配合節目主題曲節奏，一邊跳勁舞，一邊「擺Pose」、「影Chok相」。

### 環遊世界品味賽
- 出現集數：第1集-第2集，第8集，第11集，第16集
- 如上輯的「華麗品味賽」一樣。主持每集都會精選高檔產品，例如鮑魚、咖啡、松露或香水等，讓嘉賓們試食、試飲或試用樣辦，玩法一為競猜產品來自哪個地方，並由專家介紹產品的矜貴之處；玩法二為了解物品基本資料後，每位嘉賓可向專家詢問一條是非題，再記錄心目中所估價值，然後由專家揭曉物品的實際價值，估價最接近的嘉賓則可勝出並可獲得該物品。

### 環遊世界頭等艙
- 出現集數：第1集-第15集
- 與上輯的「蜢人飯局」相似，一眾嘉賓會安坐模擬機艙的按摩椅上，接受三位主持的常識問題測試，答對可品嚐新鮮熱辣的頭等飛機餐，答錯便要接受大懲罰。[1]此環節所問之洲份問題與環節開始前隨機抽出的洲份相同。

### 環遊世界國際菜
- 出現集數：第1集，第4集，第7集，第12集-第15集
- 嘉賓們要在主持精心營造的「外語餐廳」，因應外籍侍應的表情、動作，點選指定的外國名菜，而每集駐場的高級食府大廚會在錄影廠即場烹調他們所點的菜式，嘉賓點中正確的菜式自可享用佳餚，但是點錯便要「自作自受」，吃掉「自選美食」。

### 環遊世界歌劇院
- 出現集數：第2集-第6集，第8集-第11集，第16集
- 遊戲請來意大利歌者獻唱激昂歌劇，三位主持各自解釋的內容天馬行空、真假難分，四位嘉賓能否藉著歌者的聲線、表情、動作，破解密碼？

### 環遊世界四圍碌
- 出現集數：第3集，第5集-第6集，第10集，第12集-第14集，第16集
- 一眾嘉賓要推送尺寸不同的行李篋，「登陸」寫上城市名字的指定區域，一不留神隨時「出界」兼功虧一簣。
  - 第3集：非洲自由城
  - 第5集：美洲華盛頓
  - 第6集：亞洲河內
  - 第10集：美洲芝加哥
  - 第12集：美洲邁阿密
  - 第13集：亞洲曼谷
  - 第14集：美洲聖地牙哥
  - 第16集：美洲巴西利亞

### 環遊世界草蜢烈車
- 出現集數：第7集，第9集，第15集
- 嘉賓要及時接駁路軌，讓模型火車通過指定景點便可得分。將會有額外兩萬元。

### 世界Jackpot
- 出現集數：第1集-第16集
- 此回合玩法與上輯的「明星Jackpot」相同，領先嘉賓需先透過拉老虎機設定Jackpot金額，之後勝出嘉賓再抽Travel Pass決定最後Jackpot金額，然後嘉賓們需在限時之內從一堆金幣和砂票中將目標金額分隔出來，數額與預設的Jackpot相同就可贏得獎金，當晚總分最高的嘉賓可優先決定抽獎次序，一手定勝負。如嘉賓抽中Jackpot金額，直接成為當晚總冠軍，否則由下一位嘉賓繼續挑戰。如沒人抽中Jackpot，當晚總分最高的嘉賓將成為當晚總冠軍。當晚總冠軍更可參加最後一集的決賽爭奪兩張環遊世界機票。

### Travel Pass用途
- Travel Pass為部分回合開始前四位Star Ladies每人拿著一張卡，嘉賓要選擇其中一張，每張Travel Pass每回合只可以選一次。每回合所得的獎金會由Travel Pass決定，勝出該回合將會獲得Travel Pass相應的獎金。以下為Travel Pass（如$20,000獎金）：
  - Overload -50%（獎金扣50%，減少至$10,000）
  - Unchanged（獎金一成不變，保持$20,000，被Insurance取代（第8集外））
  - Insurance（免死金牌，答錯問題不用受罰，但只能使用一次，獎金保持$20,000，第6集開始出現（但不包括第8集））
  - Upgrade +50% （獎金加50%，增加至$30,000）
  - Upgrade +100%（獎金加100%，增加至$40,000）

第15集開始
Travel Pass（如$30,000獎金）：
- - Overload -50%（獎金扣50%，減少至$15,000）
  - Insurance（免死金牌，答錯問題不用受罰，但只能使用一次，獎金保持$30,000）
  - Upgrade +50% （獎金加50%，增加至$45,000）
  - Upgrade +100%（獎金加100%，增加至$60,000）

## 每集內容
| 集數                       | 播映日期 (錄影日期)            | 嘉賓                                                            | 勝出嘉賓／(贏出的獎金獎品) |
| 001 （页面存档备份，存于） | 2012年7月8日 (2012年6月4日)    | 曾志偉、陳慧琳、許志安、劉心悠                                  | 陳慧琳($80,000)            |
| 002 （页面存档备份，存于） | 2012年7月15日 (2012年7月10日)  | 鄭伊健、陳小春、錢嘉樂、林曉峰                                  | 錢嘉樂($91,000)            |
| 003 （页面存档备份，存于） | 2012年7月22日 (2012年7月9日)   | 薛家燕、炎亞綸、李詩韻、李信樵                                  | 薛家燕($104,000)           |
| 004 （页面存档备份，存于） | 2012年7月29日 (2012年6月11日)  | 陳百祥、鄺美雲、陳法拉、劉以達                                  | 鄺美雲($60,000)            |
| 005 （页面存档备份，存于） | 2012年8月5日 (2012年6月25日)   | 葉 童、馬德鐘、陳 煒、農 夫                                     | 葉 童($61,000)             |
| 006 （页面存档备份，存于） | 2012年8月19日 (2012年7月24日)  | 蒙嘉慧、蔡卓妍、葛民輝、谷德昭                                  | 葛民輝($110,000)           |
| 007 （页面存档备份，存于） | 2012年9月2日 (2012年7月23日)   | 謝天華、陳敏之、阮兆祥、劉碧麗                                  | 陳敏之($77,000)            |
| 008 （页面存档备份，存于） | 2012年9月9日 (2012年6月20日)   | 吳嘉龍、周秀娜、曹 格、卓韻芝                                   | 吳嘉龍($70,000)            |
| 009 （页面存档备份，存于） | 2012年9月16日 (2012年8月2日)   | 謝安琪、黃德斌、陳奐仁、呂慧儀                                  | 呂慧儀($102,000)           |
| 010 （页面存档备份，存于） | 2012年9月30日 (2012年8月6日)   | Lollipop-F、森美、張芸京、黃山怡                                | 森 美($53,000)             |
| 011 （页面存档备份，存于） | 2012年10月7日 (2012年7月18日)  | 梁漢文、張衛健、高海寧、阮小儀                                  | 高海寧($131,000)           |
| 012 （页面存档备份，存于） | 2012年10月14日 (2012年8月7日)  | 方力申、陳偉霆、江若琳、麥玲玲                                  | 方力申($71,000)            |
| 013 （页面存档备份，存于） | 2012年10月21日 (2012年8月13日) | 伍詠薇、周汶錡、梁烈唯、鄭丹瑞                                  | 鄭丹瑞($179,000)           |
| 014 （页面存档备份，存于） | 2012年10月28日 (2012年9月4日)  | 黎耀祥、鍾嘉欣、田蕊妮、歐陽靖                                  | 鍾嘉欣($88,000)            |
| 015 （页面存档备份，存于） | 2012年11月11日 (2012年9月15日) | 錢嘉樂、林曉峰、葛民輝、谷德昭、 鄭丹瑞、陳敏之、薛家燕、鍾嘉欣 | 累積至第16集               |
| 016 （页面存档备份，存于） | 2012年11月18日 (2012年9月15日) | 錢嘉樂、林曉峰、葛民輝、谷德昭、 鄭丹瑞、陳敏之、薛家燕、鍾嘉欣 | 錢嘉樂、林曉峰($191,000)   |

## 收視
以下為本節目於無綫電視翡翠台及高清翡翠台之收視紀錄：
| 集數 | 日期           | 平均收視 | 最高收視 |
| ---- | -------------- | -------- | -------- |
| 1    | 2012年7月8日   | 29點     |          |
| 2    | 2012年7月15日  | 29點     |          |
| 3    | 2012年7月22日  | 27點     |          |
| 4    | 2012年7月29日  | 24點     |          |
| 5    | 2012年8月5日   | 18點     |          |
| 6    | 2012年8月19日  | 25點     |          |
| 7    | 2012年9月2日   | 25點     |          |
| 8    | 2012年9月9日   | 28點     |          |
| 9    | 2012年9月16日  | 27點     |          |
| 10   | 2012年9月30日  | 18點     |          |
| 11   | 2012年10月7日  | 26點     |          |
| 12   | 2012年10月14日 | 26點     |          |
| 13   | 2012年10月21日 | 23點     |          |
| 14   | 2012年10月28日 | 26點     |          |
| 15   | 2012年11月11日 | 25點     |          |
| 16   | 2012年11月18日 | 28點     |          |

- 全体平均25点

## 獎項

### 萬千星輝頒獎典禮2012
| 獎項         | 單位           | 結果 |
| ------------ | -------------- | ---- |
| 最佳綜藝節目 | 環遊世界明星賽 | 提名 |
| 最佳節目主持 | 草 蜢          | 提名 |

## 記事
- 2012年7月23日：由於香港天文台發出八號東北烈風或暴風信號，第7集錄影期間不招待現場觀眾。
- 2012年8月12日：由於播映劇集《飛虎》大結局及特輯《飛虎 終極任務》，本節目暫停播映。
- 2012年8月26日：由於直播《2012香港小姐競選決賽》，本節目暫停播映。
- 2012年9月23日：由於播映劇集《巴不得媽媽...》大結局，本節目暫停播映。
- 2012年11月4日：由於播映劇集《雷霆掃毒》大結局，本節目暫停播映。

## 外部連結
- 無綫電視節目網頁 - 環遊世界明星賽 （页面存档备份，存于）

## 電視節目的變遷
| 香港無綫電視翡翠台、高清翡翠台 星期日 21:00-22:00 時段 | 香港無綫電視翡翠台、高清翡翠台 星期日 21:00-22:00 時段 | 香港無綫電視翡翠台、高清翡翠台 星期日 21:00-22:00 時段 |
| ------------------------------------------------------ | ------------------------------------------------------ | ------------------------------------------------------ |
|                                                        | 環遊世界明星賽 (2012.07.08 - 2012.11.18)               |                                                        |
| 五覺大戰 (2012.02.19 - 2012.07.01)                     | 決戰一分鐘 (2012.11.25 - 2013.05.19)                   |                                                        |